# Papaver zangezurum
Papaver zangezurum är en vallmoväxtart som beskrevs av A.D. Mikheev. Papaver zangezurum ingår i släktet vallmor, och familjen vallmoväxter. Inga underarter finns listade i Catalogue of Life.